# 横山潤
横山 潤（よこやま じゅん、1949年3月13日 - 2020年9月30日）は、日本の法学者。専門は国際私法。一橋大学名誉教授。法務省法制審議会国際扶養条約部会長・法務省司法試験考査委員、国際スポーツ仲裁裁判所 (CAS) 仲裁人・国際私法学会理事・国際法学会評議員等を歴任。秌場準一門下。

## 略歴
（出典）
- 1949年 愛媛県松山市生まれ
- 1967年 愛光高等学校卒業
- 1971年 一橋大学法学部卒業
- 1978年 一橋大学大学院法学研究科博士後期課程単位修得
- 1979年 一橋大学大学院法学研究科博士後期課程退学
- 1979年 獨協大学法学部専任講師
- 1982年 獨協大学法学部助教授
- 1989年 獨協大学法学部教授
- 1990年 一橋大学法学部教授
- 1999年 一橋大学大学院法学研究科教授（改組）
- 2012年 一橋大学定年退職、一橋大学大学院法学研究科特任教授、一橋大学名誉教授
- 2013年 成蹊大学法務研究科客員教授

この間慶應義塾大学法科大学院等でも非常勤講師として教鞭をとる。

## 著書
- 『国際関係法 : 連携する国際法と国内法』奥脇直也と共編，放送大学教育振興会,1994年
- 『国際家族法の研究』有斐閣,1997年
- 『個人と家族　日本と国際法の100年（第5巻）』国際法学会編,分担執筆,三省堂,2001年
- 『国際私法』三省堂,2012年